# Phaconeura laratica
Phaconeura laratica är en insektsart som beskrevs av Frederick Arthur Godfrey Muir 1913. Phaconeura laratica ingår i släktet Phaconeura och familjen Meenoplidae. Inga underarter finns listade i Catalogue of Life.